# St. Joseph (Hainert)

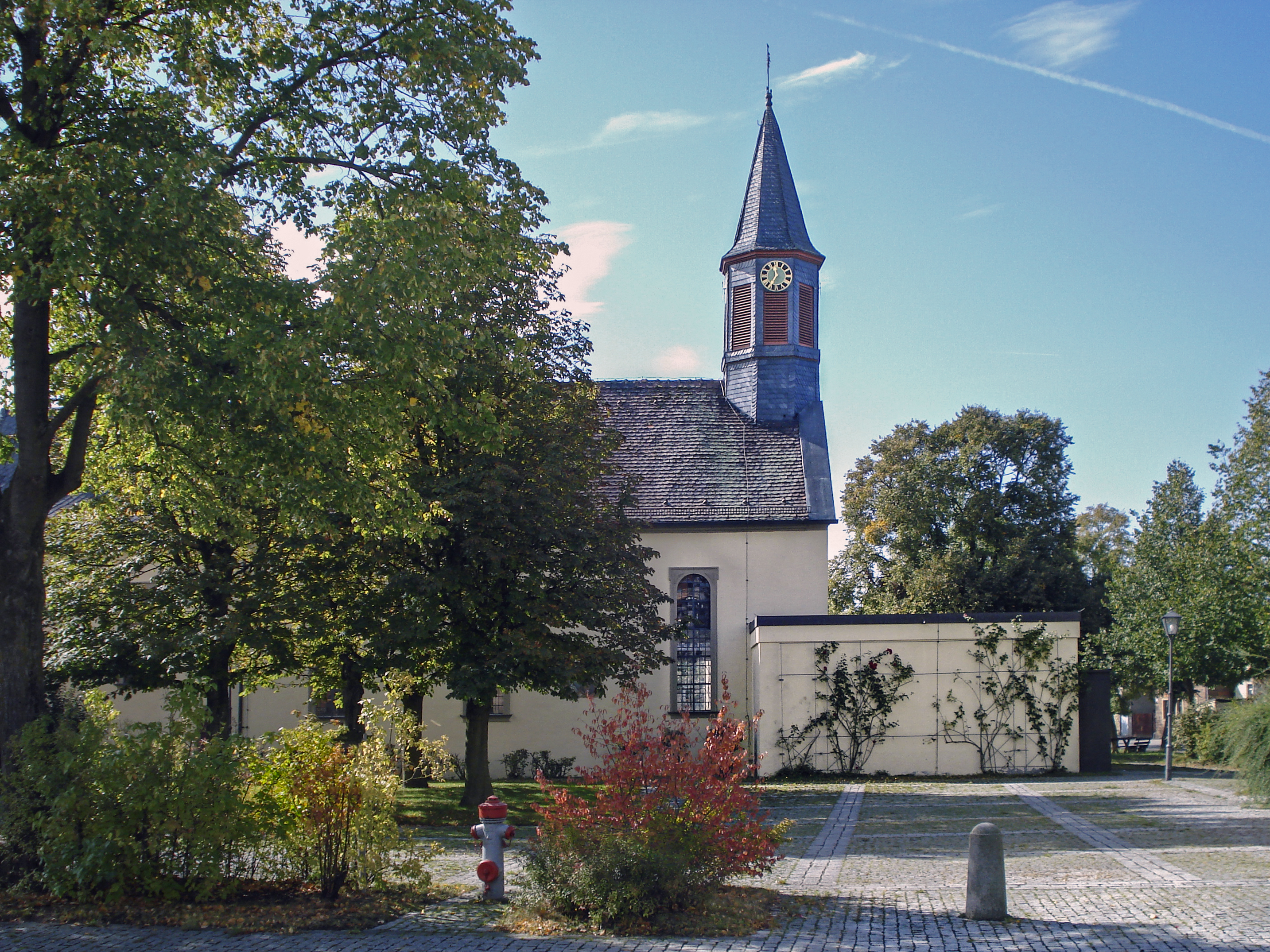
St. Joseph (Hainert)

Die römisch-katholische Filialkirche St. Joseph steht in Hainert, einem Gemeindeteil von Knetzgau im unterfränkischen Landkreis Haßberge in Bayern. Das denkmalgeschützte Bauwerk entstand im 17. Jahrhundert. Der Chor und die Sakristei
stammen aus dem 15. Jahrhundert. Die Kirche gehört zur Pfarrei St. Michael (Westheim) in der Pfarreiengemeinschaft Knetzgau im Dekanat Haßberge des Bistums Würzburg.

## Beschreibung
Die Saalkirche wurde 1683 errichtet, nachdem der Vorläuferbau, eine gotische Kapelle aus dem frühen 15. Jahrhundert, im Dreißigjährigen Krieg beschädigt wurde. Sie besteht aus einem Langhaus und einem eingezogenen, dreiseitig abgeschlossenen Chor im Osten. Die bisherige Kapelle, dient nunmehr als Sakristei. In den Jahren 1776 und 1860 wird das Langhaus baulich verändert. Aus dem Satteldach des Langhauses erhebt sich im Westen ein achteckiger, schiefergedeckter, mit einem spitzen Helm bedeckter Dachreiter, der die Turmuhr und den Glockenstuhl beherbergt. Die Deckenmalerei im Innenraum zeigt den Tod des heiligen Josef. Von Cosmas Damian Asam stammt ein Gemälde von 1735, auf dem der heilige Josef mit dem Christkind abgebildet ist.